# خرگوشچه شمالی
خرگوشچه شمالی (نام علمی: Sylvilagus incitatus) گونه‌ای خرگوشک دم‌پنبه‌ای است که به خرگوشچه آمریکای مرکزی (Sylvilagus gabbi) مربوط می‌شود. محل نماد آن جزیره‌ای در جزایر مروارید پاناما است. در گذشته زیرگونه‌ای از خرگوشچه آمریکای مرکزی و سپس از خرگوشچه معمولی (Sylvilagus brasilensis) از سال ۱۹۵۰ به بعد در نظر گرفته می‌شد (اگرچه برخی مطالعات هنوز آن را به عنوان زیرگونه S. gabbi معرفی می‌کردند)، به آن تقسیم شد. در سال ۲۰۱۹، پژوهشگران آن را با عنوان «آناتومی عجیب دندانی» اشاره کردند.